# Мохамед Різві Хассен
Мохамед Різві Хассен (Mohamed Rizvi Hassen) — шріланкійський дипломат. Надзвичайний і Повноважний Посол Шрі-Ланки в Україні за сумісництвом (з 2021).

## Життєпис
Посол Шрі-Ланки в Туреччині Мохамед Різві Хассен є кар'єрним дипломатом з більш ніж 20-річною кар'єрою в дипломатії Шрі-Ланки. Він служив у місіях Шрі-Ланки в Стокгольмі (2003—2006), Вашингтоні (2009—2011) та Куала-Лумпурі (2012—2015).
Посол Хассен працював на різних посадах у Міністерстві закордонних справ Шрі-Ланки в Коломбо, в тому числі як начальник протоколу Міністерства закордонних справ, директор із закордонних справ Секретаріату президента, директор консульського відділу та відділу комунікацій з громадськістю Міністерства закордонних справ.
З 3 жовтня 2019 — Надзвичайний і Повноважний Посол Шрі-Ланки в Анкарі (Туреччина), 3 жовтня 2019 року вручив вірчі грамоти Президенту Туреччини Реджепу Ердогану.
8 вересня 2021 року — вручив копії вірчих грамот заступнику міністра закордонних справ Дмирові Сеніку
9 грудня 2021 року — Надзвичайний та Повноважний Посол Шрі-Ланки в Україні за сумісництвом, вручив вірчі грамоти Президенту України Володимиру Зеленському.
Посол також акредитований в Грузії.

## Сім'я
Він одружений з Хусною Заманією Хассен і має сина Туана Ракіба Західа Хассена.